# Struck Down
Struck Down és el segon disc de Y&T. Fou publicat el 1978 i un dels darrers discos de Rock editats per London Records.

## Llista de cançons
1. "Struck Down" (Dave Meniketti, Leonard Haze) – 4:33
2. "Pleasure In My Heart" (Meniketti, Haze) – 4:44
3. "Road" (Meniketti, Haze) – 2:58
4. "Nasty Sadie" (Haze, Joey Alves, Meniketti) – 3:48
5. "Dreams Of Egypt" (Haze, Meniketti) – 4:14
6. "Tried To Show You" (Meniketti) – 3:43
7. "I'm Lost" (Meniketti, Phil Kennemore, Haze) – 2:59
8. "Stargazer" (Kennemore) – 4:36

## Músics
- Dave Meniketti – veu i guitarra
- Robert Russ – piano
- Cherie Currie – veus
- Joey Alves – guitarra i veus
- Galen Cook – teclats
- Leonard Haze – bateria i veus
- Phil Kennemore – baix i veus